# John Arrowsmith

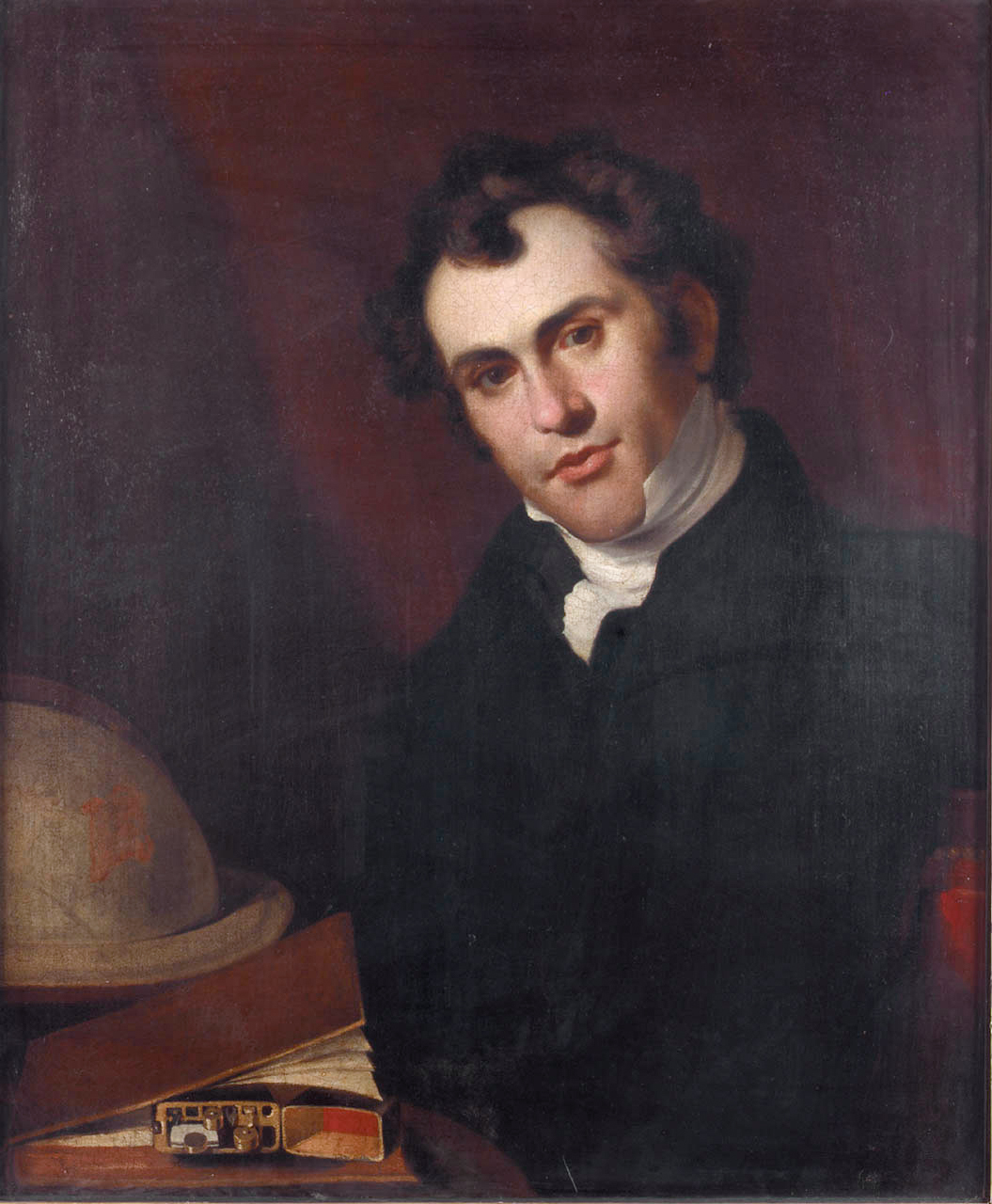
John Arrowsmith.

John Arrowsmith, född 1790, död 1873, var en engelsk kartograf; brorson till Aaron Arrowsmith.
Arrowsmith biträdde först sin farbror (1810–23), upprättade därefter eget förlag och blev slutligen ledare för den förres kartografiska institut. Berömda är hans London Atlas of Universal Geography (1834–37) och hans skolkartor. Han var en bland stiftarna av Royal Geographical Society 1830 och erhöll 1862 dess guldmedalj.